# Apollon et Diane (Dürer)
Apollon et Diane est une gravure sur cuivre au burin datée vers 1503-1504, de l'artiste de la Renaissance allemande Albrecht Dürer (1471-1528).

## Histoire
Apollon et Diane est une composition centrale dans l'œuvre de Dürer, qui témoigne de son intérêt précoce pour l'art de la Renaissance italienne, plus particulièrement pour ses apports dans le domaine de la représentation du corps humain.
L'œuvre est aussi emblématique de l'émulation qui se créa entre Dürer et Jacopo de' Barbari, chacun d'eux gravant une planche consacrée au couple fraternel de la mythologie antique où Apollon apparait debout, tendant son arc, et où Diane, assise, est accompagnée d'un cerf.

## Description
Dürer inscrit sa scène dans une forme de réalité quotidienne. Diane, presque lasse, est comme surprise dans un moment de repos au cours d'une partie de chasse ; elle caresse un cerf qui vient se reposer sur sa cuisse et qu'elle s'apprête à nourrir d'une touffe d'herbe. Elle est assise de face et regarde le spectateur. Apollon vient seulement d'ajuster son arc.

## Analyse
Dürer dessine méticuleusement chacun des muscles bandés de son Apollon. Il pousse à l'extrême la cambrure de son dos, dessinant une courbe qui répond à celle de l'arc que le dieu commence à tendre. La référence à Antonio Pollaiuolo est manifeste, l'Apollon de Dürer se situant comme à mi-chemin entre l'Hercule et Antée du musée des Offices et l'Hercule face à Nessus des collections de l'université Yale.